# 서해훼리호 침몰 사고
서해훼리호 침몰 사고(영어: Sinking of the MV Seohae)는 1993년 10월 10일 전북특별자치도 부안군 위도에서 군산 서해훼리 소속의 110t급 여객선 서해훼리호가 침몰한 사고로 292명의 사망자를 내면서 현재까지도 이 사고는 1953년 창경호 침몰 사고, 1970년 남영호 침몰 사고, 2014년 세월호 침몰 사고 등과 더불어 대한민국 역사상 최악의 해양 사고 중 하나로 기억되고 있다.

## 사고 경위

### 서해훼리호
1990년 10월 건조된 110톤급 철선인 서해훼리호는 길이 33.9m, 폭 6.2m에 평균 시속 12노트로 부안과 격포 사이를 1일 1회 정기 운항했으며 정원은 승무원 14명을 포함, 221명이었다.

### 침몰
1993년 10월 10일 일요일 오전 9시 40분경 362명의 승객과 화물 16톤을 적재하고 위도 파장금항을 떠나 부안 격포항으로 향하여 출발한 서해훼리호는 10시 10분쯤에 임수도 부근 해상에서 돌풍을 만났고 회항하려고 뱃머리를 돌리던 도중에 파도를 맞아 심하게 흔들리면서 곧바로 전복되고 침몰하였다.
그 당시 서해훼리호에는 9개의 구명정이 있었으나 그 중 2개만이 작동되었고 생존자들은 2척의 구명정에 나누어 탄 뒤 부유물에 매달렸다.

## 구조 및 수색
사고 직후 인근에서 조업 중이던 어선들이 조난 사실을 알리고 40여 명의 생존자를 구조했고 사고 발생 1시간여 뒤 강풍과 파도 속에서 어선과 헬기와 군경 함정을 동원한 수색작업이 시작되어 10월 10일 22시까지 70명의 생존자가 구조되고 51구의 시신이 인양되었다.
초기에는 사망·실종자를 140명으로 추정했으나 시신의 인양이 진행되면서 사망자 수가 크게 늘어났으며 10월 15일에는 선장과 기관장, 갑판장의 시신이 침몰한 선박의 통신실에서 발견되었고 11월 2일에는 신고된 마지막 실종자를 끝으로 모두 292구의 시신이 인양되었다.
선체의 인양에는 구조함인 구미함의 특수대원, 9,754톤급의 해운항만청 소속 인양선 설악호, 206톤급의 예인선, 52톤급의 양묘선과 이들에 탑승한 200여 명의 승무원이 참여한다고 보도되었고 10월 17일 선체를 인양하던 도중에 연결한 줄이 끊어져 다시 침몰했다가 10월 27일 다시 인양하였다.

## 원인 분석 및 논란
낚시용 아이스박스와 파카 잠바가 구조에 도움이 되었고, 그래서 연호 침몰 사고, 남영호 침몰 사고에 비해 생존자가 많았다는 주장이 있었다.
기상 여건이 좋지 않은데도 무리하게 운항한 것이 사고의 직접적인 원인으로 지적되었다. 악천후였지만 예보 내용을 따른다면 규정상 출항이 가능한 여건이었고, 승무원들은 출항을 꺼렸으나 일부 승객들이 출항을 요구했다는 것이다.
선박의 운용에도 문제점이 지적되었다. 승객은 정원을 초과하였고, 승무원은 규정된 인원보다 부족했다. 사고 직전 배가 흔들린 후에 승객들에 안전하게 선실에 있으라는 안내 방송이 있었고, 그래서 피해가 커졌다는 일부 생존자들의 주장, 선박 회사가 연료를 줄이기 위해 위험한 항로를 운항했다는 현지 주민의 주장도 있었다. 배가 급회전한 것은 조종 미숙에 의한 것이라는 추측도 있었다.
보다 근본적인 이유로, 열악한 운용 환경이 지적되었다. 승객에 비해 운항 횟수는 적고, 선박 회사가 크게 의존하던 국가 보조금도 중단되었다는 것이다. 업체가 영세하고, 선장이 업자의 눈치를 보는 환경도 문제점으로 지적되었다.
선박 자체에 문제가 있었다는 주장도 있었다. 배의 구조가 불안정했지만, 1990년에 선박기술업체의 복원력 시험에 통과했었다고 보도하였다.
12월 1일, 해양 전문가로 구성된 합동조사반의 발표에서, 선박의 구조에는 문제가 없고, 정원 초과와 과적이 사고의 원인이라고 결론을 내렸다.
12월 13일, 사건을 수사한 전주지검에서는 초과 승선과 과적, 운항부주의, 방수구(放水口) 부족 등이 사고의 원인이었다고 발표하였다.

## 사후 처리 및 여파
희생자들 중에는 위도면 주민들이 60여 명으로 가장 많았고, 군의 전산화를 담당하던 영관급 장교들 외 군 장교 10여 명을 포함하여 위도에서 낚시나 단합대회를 하거나 할 예정이었던 사람들이 단체로 희생되기도 했다.

### 보상
유가족들에게는 합의에 따라 사망자 1인당 9,910만원을 지급한다고 보도되었다. 사망자 보상 금액은 모두 282억 원이었으나, 서해훼리호의 배상 능력이 10억 원 뿐이었고 해운공제조합에서 73억 원만 지급되어, 국민성금에서 남은 93억과 재해의연금으로 나머지 금액을 충당하였다.

### 사회적 파장
일부 언론에서는 정원 초과로 악천후에 선박을 운행하는 것을 ‘준 살인행위’, ‘자살 운항’으로 표현하기도 했다. 10월 12일 국회에서 열린 국정감사에서 여야 의원들은 서해훼리호 침몰 사고를 ‘후진국형 인재(人災)’라 주장하였다.
승객 수를 정확히 파악하지 못하는 등, 대책본부의 운용에도 문제가 있음이 지적되었고, 해경의 초기 대응이 늦었다고 하여 논란이 되었다.
정부 주도로 희생자들을 돕기 위한 전국적인 모금이 진행되었으며, 문책인사로서 교통부장관과 해운항만청장, 군산지방해항청장이 해임되었다. 교통부와 해운항만청의 관계 공무원 38명이 문책되었고, 해운조합이사장도 해임되었다.
당시 여객선 회사가 여객선에 승객을 너무 많이 태워서 시체가 무리지어서 발견되는 등 인명 피해가 심했기 때문에, 당시 신문에 죽음의 신이 여객선을 유혹하는 장면의 풍자만화가 실리기도 했다.

## 같이 보기
- 구미함
- 세월호 침몰 사고